# Jorge Alberto del Río
Jorge Alberto del Río Sálas (30 de outubro de 1918 — 2008) foi um velejador argentino, medalhista olímpico. Ele competiu nos Jogos Olímpicos de Verão de 1960 na classe Dragon e conquistou a medalha de prata a bordo do Tango, ao lado de Héctor Calegaris e seu primo Jorge Alberto Salas. Sua equipe havia ficado em quarto lugar no mesmo evento, oito anos antes.
Durante toda sua carreira, participou de quatro edições dos Jogos Olímpicos. Ele se casou com a filha de Enrique Conrado Sieburger, cuja família tem ampla experiência em vela olímpica, incluindo Carlos e Enrique.